# Pădureni, Vaslui
Pădureni là một xã thuộc hạt Vaslui, România. Dân số thời điểm năm 2002 là 4452 người.